# Jarmovec
Jarmovec – wieś w Słowenii, w gminie Šentjur. W 2018 roku liczyła 112 mieszkańców.